# Kabayama Hisataka
Pour les articles homonymes, voir Kabayama.
Kabayama Gonzaemon Hisataka (樺山 権左衛門 久高, 1558-1634) est un samouraï obligé, karō (conseiller senior) et commandant adjoint principal au service du clan Shimazu au début de l'époque d'Edo. Hisataka naît à la cinquième génération de la lignée familiale Shimazu, et adopte « Kabayama » comme nom de famille par respect pour la montagne couverte (山, yama) de bouleaux (樺, kaba) sur laquelle le château de son domaine est construit.
Sur les ordres du chef de clan Shimazu Tadatsune, avec la permission du shogun Tokugawa Ieyasu, Hisataka fait voile vers le port de Kagoshima avec plus de 100 navires transportant environ 3 000 soldats en mars 1609. Il a l'intention de châtier militairement les îles Ryukyu pour leur attitude perçue de constant défi. Victorieux de l'invasion de Ryukyu, ayant rencontré peu d'opposition sérieuse, Hisataka reçoit l'ordre de gouverner les îles Ryukyu avec son adjoint Honda Chikamasa, pour le compte de Tadatsune.
Hisataka est également connu dans certains documents historiques comme 呉 済, « Gozai », approximation chinoise de la prononciation japonaise de 権左, « Gonza, ».